# Stephen Macht

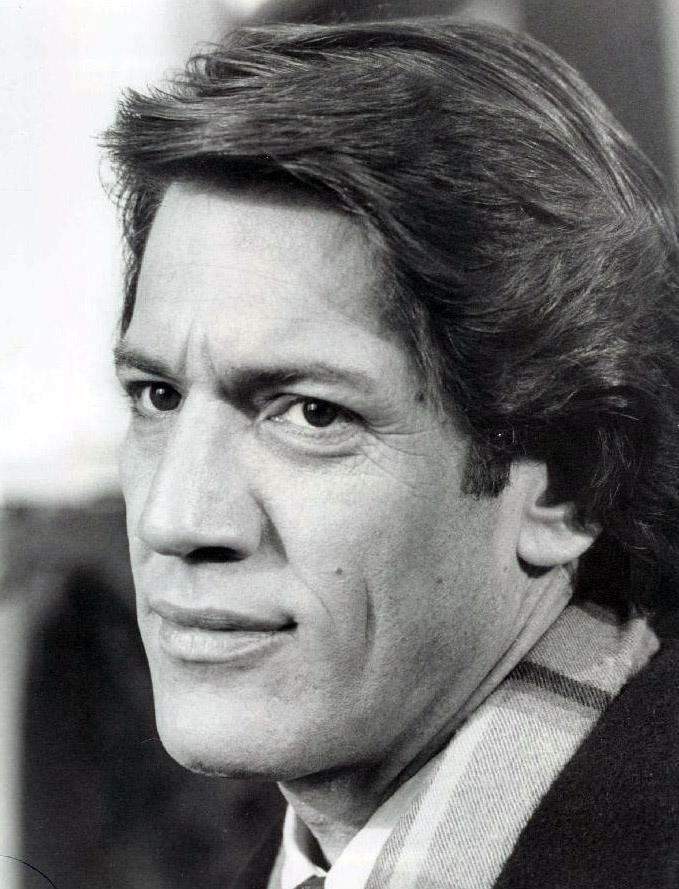
Stephen Macht (1981)

Stephen Robert Macht (* 1. Mai 1942 in Philadelphia, Pennsylvania) ist ein US-amerikanischer Schauspieler.

## Leben
Macht wuchs in Brooklyn und New London County, Connecticut auf. Er studierte Schauspiel an der Tufts University und schloss sein Studium 1967 mit dem Master ab. 1970 erhielt er an der Indiana University den Doktorgrad in Theatergeschichte und Literatur. Zudem besuchte er die London Academy of Music and Dramatic Art.
Bis 1975 lehrte er Schauspiel und trat in Theaterproduktionen auf, unter anderem auf dem Stratford Shakespeare Festival. Dann erhielt er einen Filmvertrag bei den  Universal Studios. In der Folge hatte er Gastauftritte in den Fernsehserien  Kojak – Einsatz in Manhattan, Serpico und Quincy und hatte eine größere Nebenrolle in Robert Aldrichs Kriminalfilm Die Chorknaben. 1980 spielte er die Hauptrolle im Low-Budget-Science-Fiction-Film Galaxina.
Zwischen 1982 und 1983 spielte er in der Seifenoper Unter der Sonne Kaliforniens die Rolle des Joe Cooper und von 1985 bis 1988 hatte er die wiederkehrende Gastrolle des David Keeler in Cagney & Lacey. Neben seinen Fernsehauftritten hatte er auch immer wieder Filmauftritte, unter anderem in Stephen Kings Nachtschicht, Tod in einer Sommernacht und Agent Red – Ein tödlicher Auftrag. 2003 stellte er im auf den Terroranschlägen am 11. September 2001 basierenden Politthriller DC 9/11: Time of Crisis Paul Wolfowitz dar. Von 2007 bis 2009 war er in 164 Episoden der Serie General Hospital als Trevor Lansing zu sehen.
Stephen Macht ist seit 1964 verheiratet und hat vier Kinder, darunter den Schauspieler Gabriel Macht.

## Filmografie (Auswahl)
- 1976: Kojak – Einsatz in Manhattan (Kojak, Fernsehserie)
- 1976: Serpico (Fernsehserie)
- 1977: Die Chorknaben (The Choirboys)
- 1977: …die keine Gnade kennen (Raid on Entebbe)
- 1977: Quincy (Quincy M.E., Fernsehserie)
- 1977: Der Sechs-Millionen-Dollar-Mann (The Six Million Dollar Man, Fernsehserie)
- 1980: Galaxina
- 1982: Unter der Sonne Kaliforniens (Knots Landing, Fernsehserie)
- 1984: Samson und Delilah (Samson and Delilah)
- 1985: Agentin mit Herz (Scarecrow and Mrs. King, Fernsehserie)
- 1985: Polizeirevier Hill Street (Hill Street Blues, Fernsehserie)
- 1985: Mord ist ihr Hobby (Murder, She Wrote, Fernsehserie)
- 1985–1988: Cagney & Lacey (Fernsehserie)
- 1986: Alfred Hitchcock präsentiert
- 1986: Hotel (Fernsehserie)
- 1987: Monster Busters
- 1989: Columbo: Black Lady (Sex and the Married Detective, Fernsehreihe)
- 1989: Hey-la, Hey-la, die Bouffants sind da (My Boyfriend's Back)
- 1990: Nachtschicht (Graveyard Shift)
- 1992: Amityville – Face of Terror (Amityville 1992: It's About Time)
- 1993: Star Trek: Deep Space Nine (Fernsehserie)
- 1994: Viper
- 1995: Babylon 5 (Fernsehserie)
- 1996: Melrose Place (Fernsehserie)
- 1996: Galgameth - Das Ungeheuer des Prinzen (Galgameth - The Legend of Galgameth)
- 1998: Millennium – Fürchte deinen Nächsten wie Dich selbst (Millennium)
- 1998: Tod in einer Sommernacht (One Hot Summer Night)
- 1998: Walker, Texas Ranger (Fernsehserie)
- 1998: JAG – Im Auftrag der Ehre (JAG, Fernsehserie)
- 1998: Sliders – Das Tor in eine fremde Dimension (Sliders, Fernsehserie)
- 1999: Practice – Die Anwälte (The Practice, Fernsehserie)
- 2000: Agent Red – Ein tödlicher Auftrag (Agent Red)
- 2003: Boston Public (Fernsehserie)
- 2003: DC 9/11: Time of Crisis
- 2007–2009: General Hospital (Fernsehserie)
- 2011–2012: Femme Fatales (Fernsehserie, 3 Folgen)
- 2013: The Mentalist (Fernsehserie)
- 2014–2017, 2019: Suits (Fernsehserie, 6 Folgen)